# Кріс Лоу
Кріс Лоу (англ. Chris Lowe; нар. 4 жовтня 1959, Блекпул) — британський музикант, учасник дуету Pet Shop Boys (спільно з Нілом Теннантом).

## Біографія
Народився в небагатій родині, однак навчатися пішов в дорогу приватну гімназію. Грав на тромбоні в джаз-банді на весіллях і вуличних святах. Пізніше поїхав до Ліверпуля, де закінчив архітектурний факультет в університеті і де по теперішній час стоїть його випускна робота — сходи поруч з музичним магазином, біля якого і сталася його зустріч з майбутнім компаньйоном Нілом Теннантом.
На сцені втілює образ небалакучої, замкнутої і загадкової людини, який доповнює сонцезахисні окуляри.